# Лапорац
Лапорац, (енгл. marl, фр. marne, рус. мергель) је седиментна стена изграђена од честица глине и калцијум-карбоната или доломита (доломитични лапорац), при чему проценат калцијум-карбоната варира у широком распону од 25 до 75%, од чега зависи њена чврстоћа (величина једноаксијалног притиска). Обично је врло ситнозрна стена, жућкасте, сивкасте, или зеленкасте боје, и често се јавља у слојевима мале дебљине. Најчешће су танкоплочасти или листасти. Јављају се, међутим, и као дебелослојевити (скоро масивни). 
Некарбонатни део у лапорцима чине минерали глина – каолинит, монморионит, илит, а карбонатни део – калцит, или ређе доломит. 
Лапорци се стварају у маринским (морским басенима) или језерским басенима (слатководна средина) уз истовремено таложење карбонатног и глиновитог материјала.